# Lindenwood (Illinois)
Pour les articles homonymes, voir Linden, Wood et Lindenwood.
Lindenwood est communauté incorporée du comté d'Ogle dans l'Illinois.

## Géographie

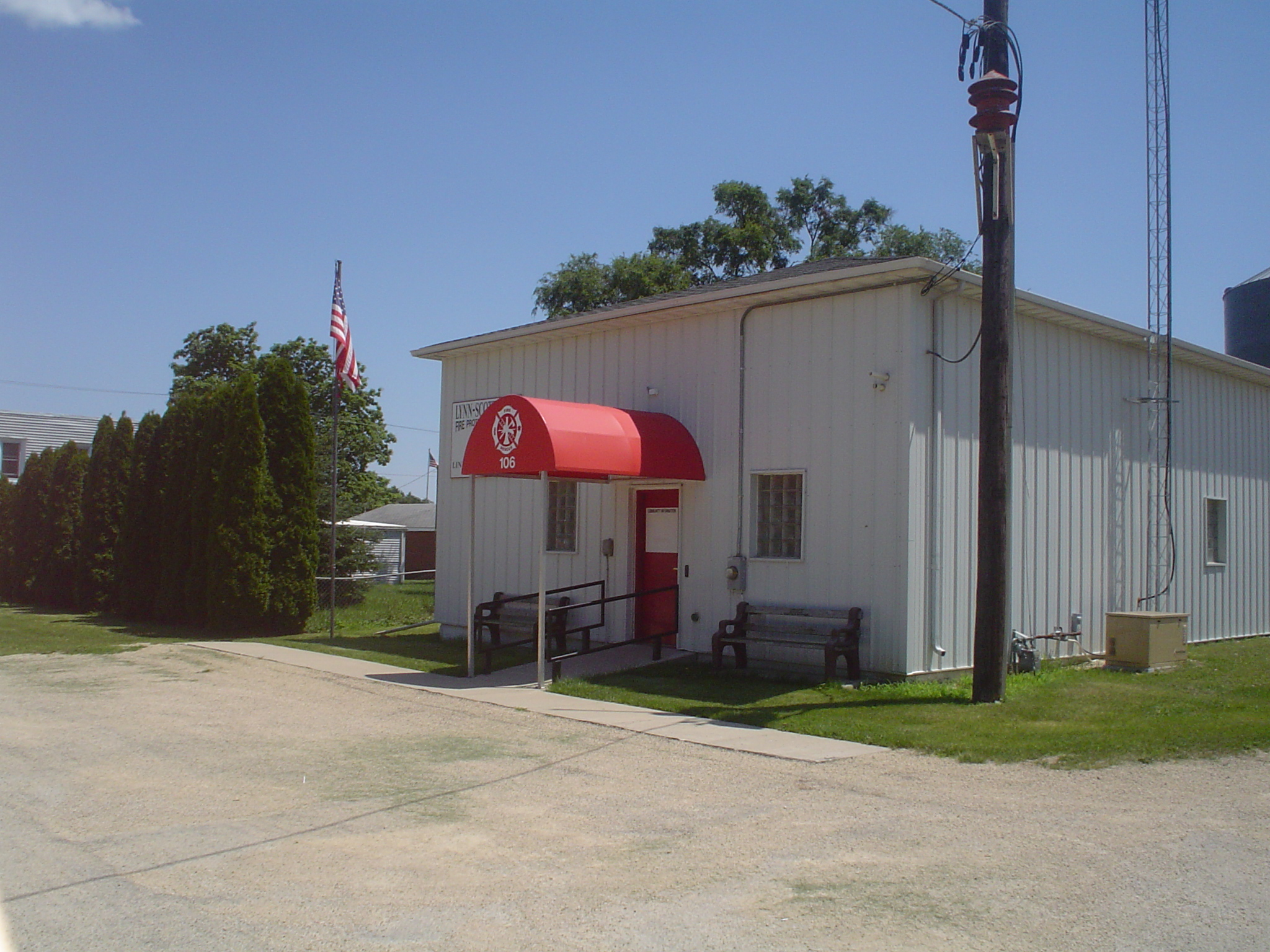
Caserne de Lindenwood.

### Topographie
Lindenwood est situé dans le Township de Lynnville, au nord de la ville de Rochelle. Lindenwood est aussi localisé sur les berges de la Killbuck Creek (en).

### Climat
La température moyenne en juin est de 28.4°C et est de -12.4°C en janvier. Lindenwood reçoit en moyenne 35,48 mm de précipitations annuellement.

## Démographie
En date du recensement des États-Unis de 2020, La population de Lindenwood était de 597 habitants pour une superficie de 52,84 km2, soit une densité de 11.3 habitants par km2. L'âge moyen était de 43.7 ans et il y avait 49.9 % de femmes pour 50.1 % d'hommes. 95 % de la population est blanche, 1.2 % est noire, 2.3 % est de race hispanique et 1.5 % est de races mixtes. 69.2 % de la population était mariée.
35 % des foyers avaient des enfants et le salaire médian était de 51 763 $ (USD).

## Histoire

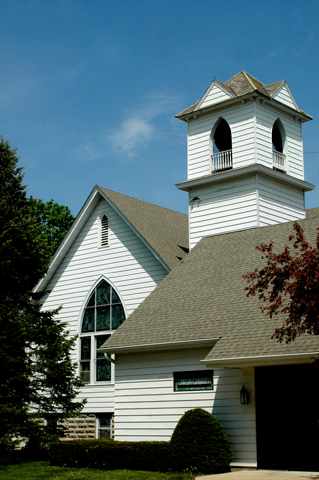
L'église Union à Lindenwood.

On y retrouve un bureau de poste, une église et un bâtiment d'école. Sa fondation précède celle de la communauté voisine de Holcomb, fondé en 1876.

## Personnes notables
- Ralyn M. Hill (en) (1899-1977), soldat de l'United States Army ayant reçu la Medal of Honor pour ses actions pendant la Première Guerre mondiale[5].